# Terc-butil-hidrokinon
A terc-butilhidrokinon (más néven TBHQ, E319) a többértékű fenolok közé tartozó szerves vegyület, a hidrokinon terc-butil-csoportot tartalmazó származéka. 

## Felhasználása
Igen erős antioxidáns, növényi olajok, és állati zsírok tartósításánál szokták alkalmazni. Előnye, hogy vas jelenlétében sem színeződik el, valamint sem az élelmiszer színét, sem az ízét nem változtatja meg, ellenben az eltarthatóságot jelentősen megnöveli. Más antioxidánsokkal (pl butil-hidroxi-anizollal vagy butil-hidroxitoluollal) együtt is használható. Napi maximum beviteli mennyisége 0,02 mg/testsúlykg. Halételekben nem alkalmazható.
Ipari keretek között a szerves peroxidok autopolimerizációja közben használják. Ezen kívül felhasználják még parfümökben, mert lassabb párolgást biztosít. Megtalálható továbbá egyes lakkokban és gyantákban is.